# سیارک ۱۵۴۰۶
سیارک ۱۵۴۰۶ (به انگلیسی: 15406 Bleibtreu، نامگذاری:1997WV12) پانزده هزار و چهارصد و ششمین سیارک کشف شده‌است که در ۲۳ نوامبر ۱۹۹۷ کشف شد.
قدر مطلق سیارک برابر ۲۰.۴ است.